# Alexandra Duckworth
Alexandra Duckworth (* 11. November 1987 in Ottawa) ist eine kanadische Snowboarderin. Sie startete für Kanada im Jahr 2014 bei den Olympischen Winterspielen.

## Karriere
Ihren bisher einzigen Podestplatz im Snowboard-Weltcup belegte sie im Weltcup 2009/10 beim Weltcup in Calgary. Beim Slopestyle-Wettbewerb belegte sie am 31. Januar 2010 den dritten Platz hinter der Schweizerin Sina Candrian und ihrer Landsmännin Brooke Voigt. Vier Jahre später wurde sie vom Canadian Olympic Committee für die Olympischen Winterspiele 2014 in Sotschi nominiert. Dort trat sie nicht im Slopestyle-, sondern im Halfpipe-Wettbewerb an. Sie überstand auf den 13. Platz die Qualifikationsrunde und schied als Elfte im Halbfinale aus. Insgesamt beendete sie den Wettbewerb auf dem 17. Platz.